# Коллекорвіно
Коллекорвіно (італ. Collecorvino) — муніципалітет в Італії, у регіоні Абруццо,  провінція Пескара.
Коллекорвіно розташоване на відстані близько 145 км на північний схід від Рима, 55 км на схід від Л'Аквіли, 17 км на захід від Пескари.
Населення — 5990 осіб (2014).
Щорічний фестиваль відбувається 3 травня. Покровитель — Santi Filippo e Giacomo.

## Демографія
Населення за роками:

Станом на 1 січня 2023 року в муніципалітеті офіційно проживав 361 іноземець з 45 країн, серед них 98 громадян країн Євросоюзу та 17 громадян України.

## Сусідні муніципалітети
- Каппелле-суль-Таво
- Читта-Сант'Анджело
- Еліче
- Лорето-Апрутіно
- Москуфо
- Піччано